# 신데렐라 스토리
《신데렐라 스토리》(영어: A Cinderella Story)는 2004년 개봉한 미국의 10대 로맨틱 코미디 영화이다.
프랜차이즈화되었으며, 설리나 고메즈가 주연한 《신데렐라 스토리 2》(2008) 등 서사상 연속성은 없으나(stand-alone) 신데렐라 이야기를 현대화했다는 공통점을 지닌 다섯 편의 속편이 나왔다.

## 줄거리
어머니가 돌아가신 후 샘은 샌퍼낸도밸리에서 식당을 운영하는 아버지 핼 손에 큰다. 핼이 쌍둥이 딸을 둔 탐욕스러운 피오나와 재혼한 뒤 1994년 노스리지 지진으로 유언장 없이 사망하면서 모든 유산을 피오나가 물려받는다.
8년 후 17살이 된 샘은 집에서 피오나와 의붓자매들 시녀처럼 지내는 한편 식당에서 일하며 대학 학비를 모으고 있다. 게다가 학교에서는 치어리더장 셸비 등 인기 있는 패거리로부터 절친 카터와 함께 괴롭힘을 당한다. 샘은 프린스턴 대학교에 진학하고 싶어한다는 공통점이 있는 온라인 펜팔 "노매드"에게 속마음을 털어놓으며 위로를 받는다.
사실 노매드의 정체는 같은 학교 스타 쿼터백이며 셸비의 남자친구인 오스틴이었는데...

## 출연진
- 힐러리 더프 - 서맨사 "샘" 몽고메리 역
- 채드 마이클 머리 - 오스틴 에임스 역
- 제니퍼 쿨리지 - 피오나 역
- 리지나 킹 - 론다 역: 식당 매니저.
- 댄 버드 - 카터 패럴 역: 배우 지망생.
- 매들린 지마 - 브리애나 역: 피오나 딸.
- 앤드리아 에이버리 - 개브리엘라 역: 피오나 딸.
- 줄리 곤잘로 - 셸비 커밍스 역
- 윕 허블리 - 해럴드 "핼" 몽고메리 역
- 브래드 부판다 - 데이비드 역
- 사이먼 헬버그 - 테리 역
- J. D. 파도 - 라이언 핸슨 역
- 에리카 허버드 - 매디슨 역
- 린 셰이 - 웰스 부인 역
- 케빈 킬너 - 앤디 에임스 역
- 메리 팻 글리슨 - 엘리너 역
- 폴 로드리게스 - 보비 역
- 제임스 엑하우스 - 패럴 씨 역
- 조너선 슬레이빈 - 버넌 역
- 존 빌링즐리 - 로스먼 씨 역
- 아트 러플루어 - 미식축구 코치 역

## 기타 제작진
- 협력 제작: 트로이 롤런드
- 배역: 세라 헤일리 핀, 랜디 힐러
- 미술: 찰스 브린
- 의상: 데니즈 윈게이트